# 祖庚
祖庚（そこう）は殷朝の第23代王。